# ABA Liga Coach of the Year
L'ABA Liga Coach of the Year è il riconoscimento conferito annualmente dalla ABA Liga al miglior allenatore della stagione. È stato istituito nel 2013, consegnato per due stagioni e ripristinato dopo sei anni.

## Vincitori
| Stagione  | Nazionalità | Allenatore           | Squadra      |
| --------- | ----------- | -------------------- | ------------ |
| 2013-2014 | Montenegro  | Dejan Radonjić       | Stella Rossa |
| 2014-2015 | Montenegro  | Dejan Radonjić (2)   | Stella Rossa |
| 2020-2021 | Serbia      | Dragan Bajić         | Igokea       |
| 2021-2022 | Serbia      | Željko Obradović     | Partizan     |
| 2022-2023 | Serbia      | Željko Obradović (2) | Partizan     |
| 2023-2024 | Croazia     | Danijel Jusup        | Zara         |
| 2024-2025 | Slovenia    | Andrej Žakelj        | Budućnost    |